# Тарасюк Василь Олександрович
Васи́ль Олекса́ндрович Тарасю́к (нар. 14 січня 1994, смт Заболоття, Ратнівський район, Волинська область) — український військовослужбовець, майор Збройних сил України. Учасник російсько-української війни. Позивний «Тайфун». Герой України, лицар ордена «Народний Герой України».

## Життєпис
Народився 1994 року в смт Заболоття на Волині. Батько — вчитель музики, керівник духового оркестру, мати багато років працювала медичною сестрою. Навчався у музичній школі, грав на трубі. Закінчив військовий ліцей у Луцьку та обрав професію військовослужбовця.

### Бойовий шлях
Під час війни закінчив Національну академію сухопутних військ імені гетьмана Петра Сагайдачного з відзнакою, факультет бойового застосування військ. За рейтингом випуску був третім, і маючи право вибору, обрав для подальшої служби бойову 72-гу бригаду. Випуск в Академії відбувся 28 лютого 2016-го, а вже 16 березня молодий лейтенант разом з товаришем по Академії лейтенантом Андрієм Верхоглядом приїхав у зону бойових дій в місто Волноваху, призначений командиром взводу 2-ї механізованої роти 1-го механізованого батальйону 72-ї окремої механізованої бригади (в/ч А2167, м. Біла Церква). Через три дні лейтенант Тарасюк вже тримав оборону на териконах біля окупованого Докучаєвська, між Новотроїцьким і Миколаївкою, брав участь у своїх перших боях.
У квітні того ж 2016 року батальйон вивели із зони АТО. З 27 червня по 8 липня 2016 брав участь в міжнародних навчаннях «Rapid Trident» у Старичах. У вересні військовослужбовці повернулись на Схід і в жовтні заїхали на позиції в районі Авдіївки. Рота Тарасюка зайняла оборону правіше від промзони — на «Царській охоті». Тут у бою дістав перше поранення в ногу уламком міни калібру 82 мм, прикриваючи товаришів вогнем з АГС. Поїхав у шпиталь на перев'язку й одразу ж повернувся на передову. Іншим разом Тарасюк з двома бійцями переганяли БМП на нову позицію, і в машину влучив снаряд. Всі члени екіпажу зазнали контузії, але повернулись до палаючої БМП, в якій були боєприпаси, і загасили пожежу, щоб запобігти вибуху.
29 січня 2017 бійці штурмової групи 1-го батальйону 72-ї бригади взяли позицію «Алмаз» в авдіївській промзоні, де раніше був опорний пункт противника, і підняли над нею Український прапор. Вони назвали її на честь загиблого в бою командира штурмової групи Андрія Кизила — «Орел». Після цього п'ять днів там були шалені бої, але 1-й батальйон втримав позиції.
Президент України відзначив високими державними нагородами військовослужбовців 72-ї бригади, які відзначилися у ході бойових дій в районі Авдіївки. 23-річний Василь Тарасюк та 21-річний Андрій Верхогляд, які утримували позицію «Орел» у перші дні найважчих боїв, призначені командирами рот.
«Тайфун» не тільки брав участь у розробці всіх операцій, він керував боями безпосередньо в бойових порядках роти. Під час запеклих боїв у промзоні Авдіївки в перші місяці 2017 дістав три осколкові поранення і чотири контузії. Особисто підбив танк Т-72 противника з СПГ, вступивши з ним у вогневу дуель. Командування частини двічі представляло молодого офіцера до звання Герой України.
24 серпня 2017, під час параду до 26-ї річниці Незалежності України, Президент України Петро Порошенко вручив лейтенанту Тарасюку Золоту зірку Героя України.

### Поранення
Під час запеклих боїв у промзоні Авдіївки, 30 січня та 2 лютого 2017 року, отримав три осколкові поранення та чотири контузії. 
У жовтні 2017 року отримав поранення, уламок 82-ї міни пробив ногу та дійшов до кістки. 
Василь Тарасюк у квітні був поранений в голову, отримав важку черепно-мозкову травму, крововилив у мозок. Після тривалого лікування та реабілітації Василь Тарасюк отримав другу групу інвалідності і не міг виконувати бойові завдання. Тому спочатку його перевели в навчальний центр, а невдовзі він звільнився зі Збройних сил. Нині Василь Тарасюк працює в концерні «Укроборонпром».

## Нагороди
- Звання Герой України з врученням ордена «Золота Зірка» (23 серпня 2017) — за особисту мужність і героїзм, виявлені у захисті державного суверенітету та територіальної цілісності України, самовіддане служіння Українському народові[5][6].
- Орден Богдана Хмельницького III ст. (1 лютого 2017) — за особисту мужність і самовідданість, виявлені у захисті державного суверенітету та територіальної цілісності України, вірність військовій присязі[7].
- Недержавна нагорода Орден «Народний Герой України» (18 серпня 2017)[8].